# Malhação: Eu Só Quero Amar
Malhação: Eu Só Quero Amar é uma minissérie de televisão brasileira produzida e exibida pelo serviço de streaming Globoplay de 4 a 30 de abril de 2016, em 5 episódios, sendo um spin-off – uma obra derivada – da vigésima terceira temporada do seriado Malhação. Foi escrita por Emanuel Jacobina, Filipe Lisboa e Giovana Moraes e contou com a consultoria do UNAIDS - Programa Conjunto das Nações Unidas sobre HIV/AIDS.
Teve Marina Moschen, Thales Cavalcanti, Willean Reis, Laura Coutinho, Paulo Hebrom e Manuela Llerena nos papéis principais.

## Enredo
A série mistura documentário e ficção e gira em torno de Henrique (Thales Cavalcanti) e Camila (Manuela Llerena), um casal sorodiferente. Henrique vive com HIV, já Camila não é portadora do vírus. Os dois sofrem preconceito na escola e decidem enfrentar os demais alunos, aceitando assim participar de um webdocumentário sobre parceiros que não testam da mesma forma para a doença.

## Elenco
| Ator              | Personagem            |
| ----------------- | --------------------- |
| Thales Cavalcanti | Henrique Torres       |
| Manuela Llerena   | Camila Magalhães      |
| Marina Moschen    | Luciana Almeida       |
| Willean Reis      | Marcos (Marquinhos)   |
| Laura Coutinho    | Tainá Bentes          |
| Paulo Hebrom      | Bernardo Barbosa (BB) |

## Indicação
Foi indicado ao Prêmio Emmy Kids Internacional em 2017 como melhor programa digital.
| Ano  | Prêmio                         | Categoria        | Resultado |
| ---- | ------------------------------ | ---------------- | --------- |
| 2017 | Prêmio Emmy Kids Internacional | Programa Digital | Indicado  |